# Anja
Anja är ett ryskt smeknamn för det ursprungligen hebreiska namnet Anna. Namnet har förekommit i Sverige sedan mitten av 1800-talet. En annan stavningsvariant av namnet är Anya.
Den 31 december 2014 fanns det totalt 4 933 kvinnor folkbokförda i Sverige med namnet Anja, varav 3 670 bar det som tilltalsnamn. Motsvarande siffror för Anya var 204 respektive 174.
Namnsdag i Sverige: saknas (1986-1992: 17 januari, 1993-2000: 9 september). I den finlandssvenska namnsdagslängden har Anja namnsdag 22 oktober sedan 1973. Före det hade Anja namnsdag 11 november 1950–1972.

## Personer med namnet Anja eller Anya

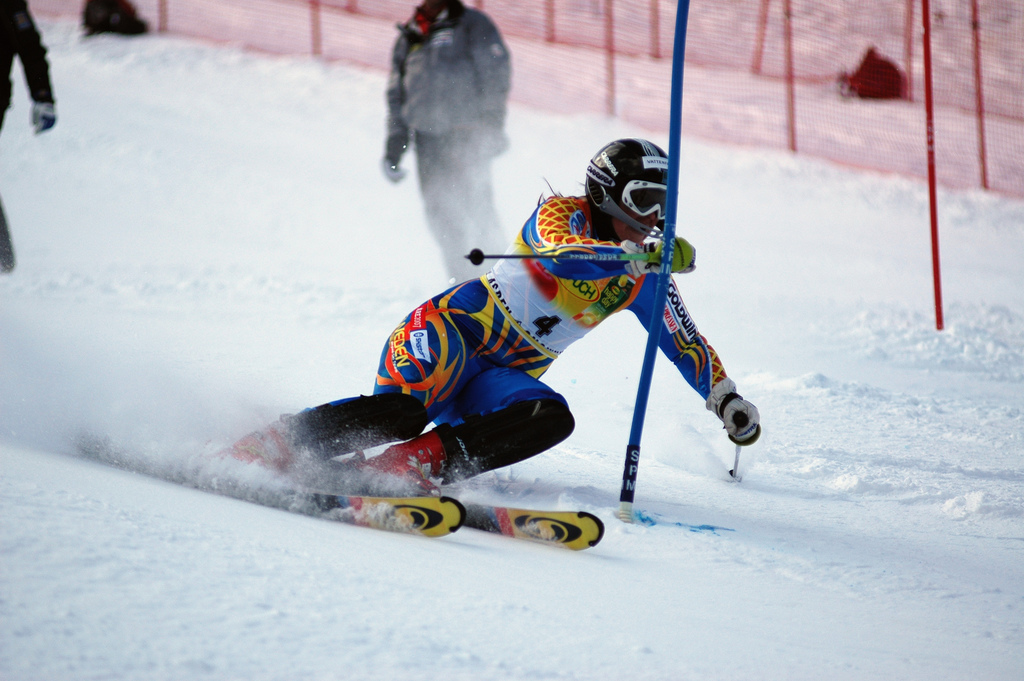
Anja Pärson.

- Anja Andersen, dansk handbollsspelare och tränare
- Anja Cetti Andersen, dansk astronom och astrofysiker
- Anja Breien, norsk regissör och manusförfattare
- Anja Fichtel, tysk fäktare
- Anja Hirdman, svensk medieforskare
- Anja Landgré, svensk skådespelerska
- Anja Lundqvist, svensk skådespelerska
- Anja Kontor, svensk programledare
- Anja Mittag, tysk fotbollsspelare
- Anja Pärson, svensk alpin skidåkare
- Anja Rücker, tysk friidrottare
- Anya Seton, amerikansk författare
- Anja Snellman, finsk författare